# 梅戸高実
梅戸 高実（うめど たかざね）は、戦国時代の武将。

## 略歴
梅戸氏は田光氏の後裔。伊勢国の国人で北勢四十八家の内の一家。伊勢における八風街道を抑えており、六角氏も一門を養子に送り込むなど、戦略上重要視していたと思われる。
六角高頼の子で梅戸氏に養子に入った。後に梅戸城を築城する。『浅井日記』によると、永禄4年（1561年）3月29日には、六角氏当主・六角義治と父・承禎の対立を解消するために近江国へと向かったものの、翌4月10日に近江国高宮で急死した。高実は承禎と仲が良かったため、後藤氏や浅井氏と対立していたという。
高実の死後は次男・実秀が家督を継いだが、永禄11年（1568年）に織田信長に攻められて滅亡している。

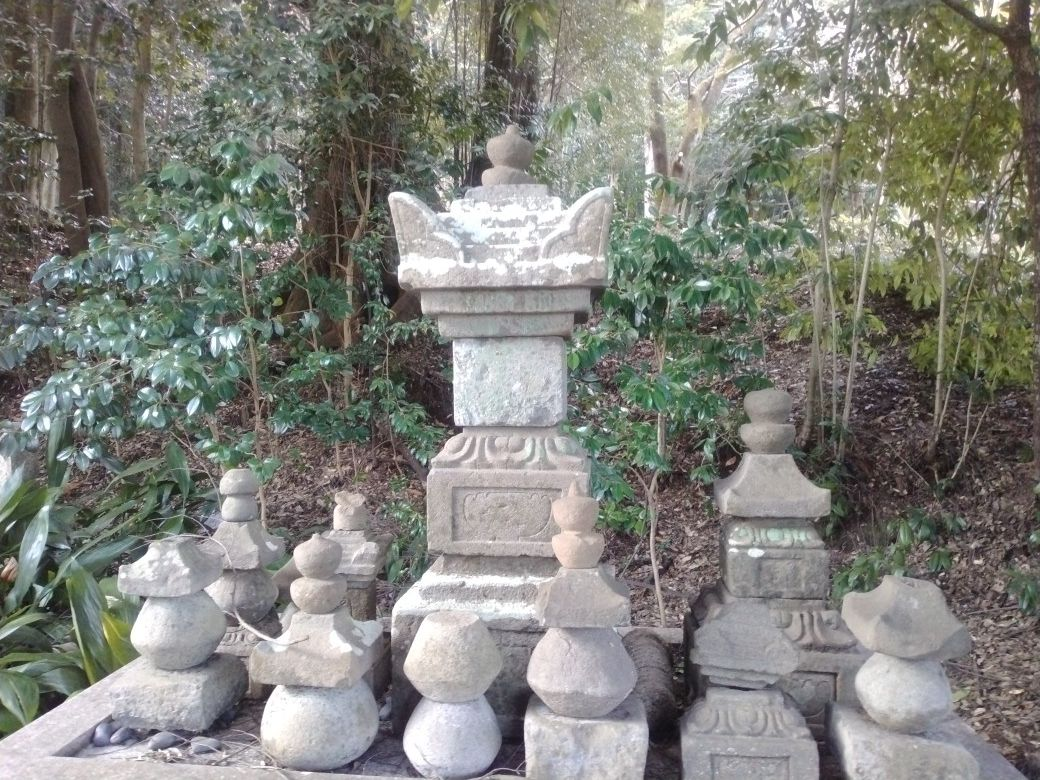
高実の墓と伝わる宝篋印塔(いなべ市光蓮寺)

いなべ市大安町門前の光蓮寺に高実の墓とされる宝篋印塔が残されている。